# Muscidora
Muscidora is een kevergeslacht uit de familie van de boktorren (Cerambycidae). De wetenschappelijke naam van het geslacht werd voor het eerst geldig gepubliceerd in 1864 door Thomson.

## Soorten
Muscidora is monotypisch en omvat slechts de volgende soort:
- Muscidora tricolor Thomson, 1864